# Rectus abdominis
Rectus abdominis også kendt som "mavemusklerne eller abs," er parrede muskler, der løber vertikalt på hver sin side af den anteriore væg på det menneskelige abdomen, såvel som på andre pattedyr. Det er to parallelle muskler, separeret af en midterlinje af bindevæv, kaldet linea alba. Det løber fra skambensfugen, bækkenkammen og skambenstuberkelen inferiort, til processus xiphoideus og ribbensbrusk på ribben V til VII superiort.